# Língua nenets da tundra

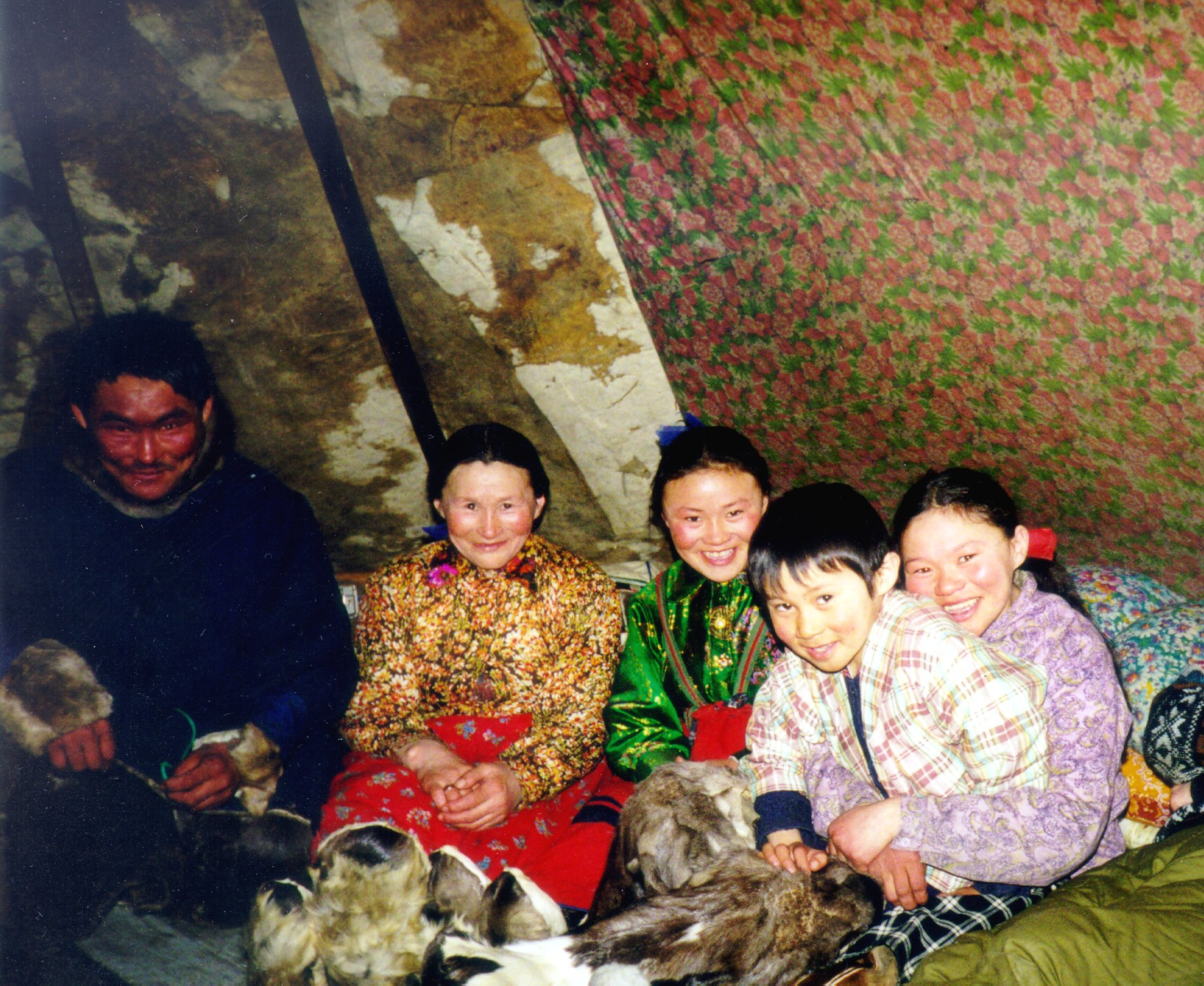
Nenets.

A língua nenets da tundra é uma língua urálica pertencente à família das línguas samoiedas. É atualmente falada por cerca de 20000 pessoas na Federação Russa. É falada no Distrito de Nenets no Oblast de Arcangel, em partes das regiões setentrionais da República de Cómi, em algumas regiões do Distrito de Yamal-Nenets no Oblast de Tiumen e, na maior parte da região de Ust-Yeniseisk do Distrito de Taimyr na Região do Krai de Krasnoiarsk.

Status de risco de extinção da língua nenets da tundra.

A língua nenets da tundra é classificada como uma língua definitivamente ameaçada de extinção pelo Atlas das Línguas do Mundo Ameaçadas de Extinção, emitido pela UNESCO.

## Etimologia
Os falantes se entitulam como n'enec'°h, que significa 'pessoa'. A palavra n'enec'°h está etimologicamente relacionada à palavra n'eney°, que significa 'verdadeiro'. 
Já o exônimo da língua, utilizado no século XIX e no início do século XX na literatura russa e em outras línguas europeias, é Yurak-Samoyeds. A palavra 'Yurak' é oriunda da língua cómi e pode estar relacionado ao sobrenome 'Yar', amplamente presente na Península de Iamal. 

## Distribuição

Mapa da distribuição geográfica do povo Nenets na Federação Russa.

Os falantes estão dispersos no noroeste do território da Federação Russa, abrangendo as seguintes localidades:
- Distrito de Nenets, Oblast de Arcangel;[5]
- Região setentrional da República de Cómi;[5]
- Regiões do Distrito de Yamal-Nenets, no Oblast de Tiumen;[5]
- Maior parte da região de Ust-Yeniseisk, no Distrito de Taimyr, no Krai de Krasnoiarsk.[5]

A oeste, os limites do território dos falantes se expandem até a Península de Kanin e a Tundra de Malaya Zemlya. Ao leste, a Península de Iamal, o delta do Rio Ienisei e a Baía de Ienissei.

### Dialetos
Os três grandes grupos dialéticos mais reconhecidos são:
1. Dialetos ocidentais falados a oeste do Rio Pechora: Kanin, Timan, Kolguev e o Malaya Zemlya;[7]
2. Dialetos centrais falados entre o Rio Pechora e os Montes Urais na tundra de Bolshaya Zemlya;[7]
3. Dialetos orientais ou siberianos falados ao leste dos Montes Urais: falados na área próxima aos Montes Urais, na Península de Iamal, e ao leste da Baía de Ob (rios Nadym, Taz, Gydan e na Península de Taimir).[7]

### Línguas Relacionadas
A língua mais próxima do nenets da tundra é o nenets da floresta. Devido a essa proximidade linguística, o governo russo classifica ambas as línguas como uma única nos seus censos, sendo o nenets da tundra e o nenets da floresta dialetos da língua nenets. Todavia, as duas línguas são praticamente ininteligíveis entre si, e classificá-las como tal, seria, de certa forma, análogo a classificar a língua alemã e a língua holandesa como dialetos de uma mesma língua.

## Fonologia

### Vogais
O inventório vocálico da língua nenets da tundra é composto por sete vogais. Destas sete, três vogais podem assumir sua forma longa (o som é emitido por mais tempo pelo falante): i, u e æ. As sete vogais estão representadas na tabela abaixo conforme o padrão do IPA (alfabeto fonético internacional, em português):
| Inventório vocálico da língua nenets da tundra |          |         |           |
|                                                | anterior | central | posterior |
| fechada                                        | i        |         | u         |
| semifechada                                    | e        |         | o         |
| média                                          |          | ə       |           |
| semiaberta                                     | æ        |         |           |
| aberta                                         | a        |         |           |

### Consoantes
O inventório consonantal da língua nenets da tundra é composto por 15 consoantes, as quais são representadas na tabela abaixo de acordo com as definições do IPA (alfabeto fonético internacional, transliterado em português):
| Inventório consonantal da língua nenets da tundra | Inventório consonantal da língua nenets da tundra | Inventório consonantal da língua nenets da tundra | Inventório consonantal da língua nenets da tundra | Inventório consonantal da língua nenets da tundra | Inventório consonantal da língua nenets da tundra | Inventório consonantal da língua nenets da tundra | Inventório consonantal da língua nenets da tundra | Inventório consonantal da língua nenets da tundra | Inventório consonantal da língua nenets da tundra |
|                                                   | bilabial                                          | bilabial                                          | dental                                            | dental                                            | alveolar                                          | alveolar                                          | velar                                             | velar                                             | glotal                                            |
| ------------------------------------------------- | ------------------------------------------------- | ------------------------------------------------- | ------------------------------------------------- | ------------------------------------------------- | ------------------------------------------------- | ------------------------------------------------- | ------------------------------------------------- | ------------------------------------------------- | ------------------------------------------------- |
| surda                                             | sonora                                            | surda                                             | sonora                                            | surda                                             | sonora                                            | surda                                             | sonora                                            | surda                                             |                                                   |
| Plosiva                                           | p                                                 | b                                                 |                                                   |                                                   | t                                                 | d                                                 | k                                                 |                                                   | ʔ                                                 |
| Nasal                                             |                                                   | m                                                 |                                                   |                                                   |                                                   | n                                                 | ŋ                                                 |                                                   |                                                   |
| Vibrante                                          |                                                   |                                                   |                                                   |                                                   |                                                   | r                                                 |                                                   |                                                   |                                                   |
| Fricativa                                         |                                                   |                                                   |                                                   |                                                   | s                                                 |                                                   | x                                                 |                                                   |                                                   |
| Aproximante                                       |                                                   | w                                                 |                                                   |                                                   |                                                   | j                                                 |                                                   |                                                   |                                                   |
| Aproximante lateral                               |                                                   |                                                   |                                                   |                                                   |                                                   | l                                                 |                                                   |                                                   |                                                   |

## Ortografia
A língua nenets da tundra atualmente faz uso do alfabeto cirílico, com alguns caracteres modificados. Todavia, ainda é comum usar transliterações com o alfabeto latino, visto que traz uma representação fonética mais precisa. Ambas formas são representadas na tabela ortográfica abaixo:

| Caractér          | Caractér          | Caractér            | Caractér            |
| ----------------- | ----------------- | ------------------- | ------------------- |
| Ortografia latina | Ortografia latina | Ortografia cirílica | Ortografia cirílica |
| A                 | a                 | А                   | а                   |
| ʙ                 | ʙ                 | Б                   | б                   |
| ʙ̩                 | ʙ̩                 | Б                   | б                   |
| W                 | w                 | В                   | в                   |
| G                 | g                 | Г                   | г                   |
| D                 | d                 | Д                   | д                   |
| Ḑ                 | ḑ                 | Д                   | д                   |
| E                 | e                 | Е                   | е                   |
|                   |                   | Ё                   | ё                   |
|                   |                   | Ж                   | ж                   |
| Z                 | z                 | З                   | з                   |
| Ẓ                 | ẓ                 | З                   | з                   |
| I                 | i                 | И                   | и                   |
| J                 | j                 | Й                   | й                   |
| K                 | k                 | К                   | к                   |
| L                 | l                 | Л                   | л                   |
| Ļ                 | ļ                 | Л                   | л                   |
| M                 | m                 | М                   | м                   |
| Ṃ                 | ṃ                 | М                   | м                   |
| N                 | n                 | Н                   | н                   |
| Ņ                 | ņ                 |                     |                     |
| ŋ                 | ŋ                 | Ӈ                   | ӈ                   |
| O                 | o                 | О                   | о                   |
| P                 | p                 | П                   | п                   |
| R                 | r                 | Р                   | р                   |
| Ŗ                 | ŗ                 | Р                   | р                   |
| S                 | s                 | С                   | с                   |
| Ș                 | ș                 | С                   | с                   |
| C                 | c                 | Т                   | т                   |
| Ç                 | ç                 | Т                   | т                   |
| U                 | u                 | У                   | у                   |
| F                 | f                 | Ф                   | ф                   |
| H                 | h                 | Х                   | х                   |
| T                 | t                 | Ц                   | ц                   |
| Ț                 | ț                 | Ц                   | ц                   |
|                   |                   | Ч                   | ч                   |
|                   |                   | Ш                   | ш                   |
|                   |                   | Ъ                   | ъ                   |
| Ь                 | ь                 | Ы                   | ы                   |
|                   |                   | Ь                   | ь                   |
| ə                 | ə                 | Э                   | э                   |
| E                 | e                 | Э                   | э                   |
|                   |                   | Ю                   | ю                   |
|                   |                   | Я                   | я                   |
| Q                 | q                 | ′                   | ′                   |
| Q                 | q                 | ″                   | ″                   |

## Gramática

### Pronomes

#### Pessoais
Os pronomes pessoais podem, apenas, referir-se a humanos e, eventualmente, a animais. Para seres inanimados deve-se usar demonstrativos. Tais pronomes são representados na tabela abaixo com suas respectivas declinações referentes aos casos gramaticais presentes na língua nenets da tundra:
| Pessoa    | Número   | Casos Gramaticais | Casos Gramaticais | Casos Gramaticais |
| Pessoa    | Número   | Nominativo        | Acusativo         | Genitivo          |
| --------- | -------- | ----------------- | ----------------- | ----------------- |
| 1ª pessoa | singular | mənʹ°             | sʹiqmʹi           | sʹiqn° ~ sʹiqnʹi  |
| 1ª pessoa | dual     | mənʹih            | sʹid°nʹih         | sʹid°qnʹih        |
| 1ª pessoa | plural   | mənʹaq            | sʹid°naq          | sʹid°qnaq         |
| 2ª pessoa | singular | pidər°            | sʹit°             | sʹit°             |
| 2ª pessoa | dual     | pid°rʹih          | sʹid°dʹih         | sʹid°tʹih         |
| 2ª pessoa | plural   | pid°raq           | sʹid°daq          | sʹid°taq          |
| 3ª pessoa | singular | pida              | sʹit(ʹ)a          | sʹit(ʹ)a          |
| 3ª pessoa | dual     | pidʹih            | sʹid°dʹih         | sʹid°tʹih         |
| 3ª pessoa | plural   | pidoh             | sʹid°doh          | sʹid°toh          |

### Substantivos

#### Posse
A ordem constituinte básica na construção possessiva é possuidor→possuído. Estruturalmente, o possuidor léxico toma a forma genitiva e, o possuído pronominal, a nominativa. Exemplos de frases com essa formação encontram-se abaixo:
1. Noxa‑h tǣwa.  polar.raposa-GENITIVO rabo Rabo da raposa polar.
2. Nʹībʹa‑h mal° agulha-GENITIVO ponta A ponta da agulha.
3. Pʹi‑h lʹenər°. noite-GENITIVO frio-GENITIVO O frio da noite.
4. Teta‑nʹi puxacʹa. mestre-GENITIVO.1ªSINGULAR esposa A esposa do meu mestre.
5. Yirʹi‑nta yonʹeko. avô-GENITIVO.3ªSINGULAR piada A piada do avô dele.
6. Pʹībʹi‑ta pad°ko. botas.GENITIVO.3ªSINGULAR bolsa Uma bolsa com as botas dele.
7. Mərəd°‑h yil°. (cidade-GENITIVO vida) Vida na cidade.
8. (pida) puxacʹa-da. ele esposa-3ªSINGULAR A esposa dele.
9. (pid°raq) tex°yu-dah. vós.PLURAL rena.DUAL-2ªPLURAL Vossas (2) renas.
10. (mənʹih) wenʹaku-nʹih. nós.DUAL cachorro.PLURAL-1ªDUAL Nossos (de nós dois) cachorros.

### Verbos
Os verbos funcionam como predicados principais ou dependentes, e denotam eventualidades de vários tipos, mas grande parte dos mesmos têm significado qualitativo, ou seja, denotam propriedades. Na função atributiva (função canônica das palavras de propriedade) os verbos qualitativos assumem uma forma participial.
Logo, há uma divisão quanto à forma em que os conceitos de propriedade são mapeados em classes morfossintáticas na língua nenets da tundra. Alguns conceitos são gramaticalizados como adjetivos, enquanto outros correspondem a verbos.
Essa divisão é perceptível nas cores básicas. O conceito de da 'cor branca' é expressado pelo adjetivo ser 'branco'/'branca'. Enquanto o conceito de 'preto' é expressado pelo radical verbal pərʹidʹe- ('preto'). 
Verbos que denotam cores e outras propriedades têm formas não-finitas, com exceção de particípios negativos, como:
- pərʹidʹe-nʹa ‘preto (PARTICÍPIO IMPERFEITO)’;
- pərʹidʹe-wi° ‘que costumava ser preto (PARTICÍPIO PERFEITO)’;
- pərʹidʹe-w°nta ‘que será preto PARTICÍPIO FUTURO)’.

#### Propriedades Morfossintáticas
As categorias flexionais dos verbos são tempo, modo, concordância de sujeito e objeto (para verbos transitivos). Os verbos também têm formas não finitas (categorias mistas), ou seja, quatro tipos de particípios, dois nominais de ação, quatro convérbios e o conegativo. A morfologia derivacional verbal inclui derivações de mudança de valência, aspectuais e derivações interclássicas.

### Derivação deverbal: classes aspectuais
Todos os verbos são lexicalmente divididos em duas classes aspectuais: a classe perfeita e a classe imperfeita. Essas classes determinam majoritariamente o significado dos tempos flexionais. Há um grande número de sufixos derivacionais aspectuais que, quando anexados ao radical verbal, podem mudar sua classe aspectual.
Alguns deles também podem alterar os padrões de valência. Os afixos imperfectivizantes expressam tipicamente significados durativos, frequentativos, multiplicativos e iterativos. O durativo em -(m)pə- (com a variante -bə-) é bastante produtivo. Indica que a situação dura um determinado período de tempo, por exemplo:
- tola- ‘contar, ler’;
- tola-bə- ‘continuar contando, continuar lendo’;
- tʹrcʹidʹe- ‘empurrar’;
- tʹrcʹidʹe-mpə- ‘continuar empurrando’;
- xada- ‘matar’;
- xada-bə- ‘continuar matando’;
- loxom- 'ferver';
- loxom-pə- 'continuar fervendo'.

Ou têm um significado habitual, por exemplo:
- xo- 'encontrar';
- xo-mpə- 'encontrar normalmente'.

Para verbos base que denotam eventos curtos e únicos, o verbo durativo resultante indica que a situação ocorre muitas vezes (significado multiplicativo), por exemplo:
- lad°- 'acertar, atingir';
- lad°-mpə- 'bater'.

Quando derivados de verbos incoativos, os durativos podem indicar um resultado, por exemplo:
- ŋamtʹo-l- 'sentar-se (INCOATIVO)';
- ŋamtʹo-l-pə- ‘estar sentado’.

Os sufixos frequentativo-iterativo-multiplicativos -or-, -ur-, -er- são bastante produtivos também. Em verbos de lugar, eles geralmente indicam que a situação se repete como mesmo participante (o sujeito), por exemplo:
- xayo- 'ficar';
- xayur- 'ficar muitas vezes'.

Eles também podem ter um significado habitual ou dispersivo, por exemplo:
- yakə- 'coçar';
- yakur- 'coçar regularmente';
- ŋox°lə- 'nadar';
- ŋox°lʹur- 'nadar aqui e ali, nadar habitualmente';
- tʹīm- 'apodrecer';
- tʹīw- ou- 'apodrecer habitualmente, ter propensão a apodrecer'.

Se o verbo base tiver mais de um lugar, o verbo derivado denota que a situação é repetida com participantes idênticos ou que envolve múltiplos sub-objetos ou objetos, por exemplo:
- ladə- 'bater';
- lador- 'bater muitas vezes; bater', ŋəm- ‘comer’;
- ŋəw-ou- ‘ter uma refeição’, temta- ‘comprar’;
- temtor- ‘comprar muitas vezes, de tempos em tempos; comprar muitas coisas';
- nəmtə- 'ouvir';
- sʹerta- 'fazer';
- sʹertʹer- 'fazer uma grande quantidade de algo'.

O sufixo iterativo -ŋkə- geralmente é encontrado em verbos que denotam eventos interrompidos repetitivamente, por exemplo:
- nʹawotə- 'galope, correr (de um animal)';
- nʹawotə-ŋkə- 'correr e parar várias vezes';
- tʹu- 'entrar';
- tʹu-ŋk°- 'entrar e sair várias vezes'.

Esses verbos também podem significar que o participante tem a propriedade de substantivização da ação verbal, por exemplo:
- xəwə- ‘cair (de objetos em pé)’;
- xəw°-ŋkə- ‘ter propensão a cair’.

O sufixo -q- deriva de verbos durativos ou indica pluralidade de objetos, por exemplo:
- -me 'pegar';
- meq- ‘guardar, usar, vestir’;
- xo- ‘encontrar’;
- xoq- ‘buscar (vários objetos)’.

Afixos perfectivizantes normalmente denotam situações incoativas e momentâneas. O afixo incoativo mais frequente é -l- (depois de radicais vocálicos finais) ou -lə- (depois de outras hastes). 

## Ordem da frase e alinhamento
Sintaticamente Tundra Nenets é uma língua SOV (sujeito, objeto, verbo).  A finalidade do verbo é razoavelmente rígida; orações matrizes, portanto, são consonantes com a finalidade principal evidente nas frases substantivadas, posposicionais e cláusulas dependentes de ramificação à esquerda. Com respeito à ordem linear em construções possessivas, tanto SPs lexicais quanto (opcional) pronomes independentes funcionando como possuidores sempre precedem o núcleo possuído. Mas a ordem dos constituintes não-verbais na oração matriz é amplamente motivada pela estrutura da informação. 

## Vocabulário
Artigo 1 da Declaração Universal dos Direitos Humanos:
- Nenets da tundra (ortografia cirílica):

Ет хибяри ненэць соямарианта хуркари тнява, ӈобой ненээя ниду нись токалба, ӈыбтамба илевату тара.
- Nenets da tundra (ortografia latina):

Et xibjari nenėc sojamarianta xurkari pravada tnjava, ṇoboj nenėėja nidu nis’ tokalba, ṇybtamba ilevatu tara.
- Língua portuguesa:

Nascemos todos livres. Todos temos os nossos pensamentos e ideias. Deveríamos ser todos tratados da mesma maneira.